# Emil Kremenliev
Emil Georgiev Kremenliev, bolgárul: Емил Георгиев Кременлиев; (Szófia, 1969. augusztus 13. –) bolgár válogatott labdarúgó.
A bolgár válogatott tagjaként részt vett az 1994-es világbajnokságon és az 1996-os Európa-bajnokságon.

## Sikerei, díjai
Levszki Szofija
- Bolgár bajnok (2): 1993–94, 1994–95
- Bolgár kupa (1): 1993–94

CSZKA Szofija
- Bolgár kupa (1): 1998–99